# Ричбург (Јужна Каролина)
Ричбург (енгл. Richburg) град је у америчкој савезној држави Јужна Каролина.

## Демографија
По попису из 2010. године број становника је 275, што је 57 (-17,2%) становника мање него 2000. године.
| Група             | 2000.       | 2010.       |
| Белци             | 77 (23,2%)  | 91 (33,1%)  |
| Афроамериканци    | 248 (74,7%) | 182 (66,2%) |
| Азијати           | 4 (1,2%)    | 0 (0,0%)    |
| Хиспаноамериканци | 4 (1,2%)    | 0 (0,0%)    |
| Укупно            | 332         | 275         |